# German Stampede Wrestling
La German Stampede Wrestling è una federazione di wrestling tedesca, con base a Marburgo. Nata nel 2001, è di proprietà di Ingo Vollenberg. Organizza anche uno show televisivo, chiamato Courage e, in Germania, è fra le più note federazioni.

## Titoli
| Titolo                        | Campione                 | Campione precedente           | Data             | Luogo    |
| ----------------------------- | ------------------------ | ----------------------------- | ---------------- | -------- |
| GSW Heavyweight Championship  | Bad Bones                | Karsten Beck                  | 8 marzo 2014     | Marburgo |
| GSW Tag Team Championship     | Lucky Kid & Tarkan Asian | Ahmed Chaer & Crazy Sexy Mike | 1º dicembre 2012 | Berlino  |
| GSW Breakthrough Championship | Jay Skillet              | Ivan Kiev                     | 15 dicembre 2012 | Marburgo |
| GSW Ladies Championship       | Carmel Jacob             | Vacante                       | 1º dicembre 2012 | Berlino  |